# Plebicula barraguéi
Plebicula barraguéi är en fjärilsart som beskrevs av Félix Dujardin 1977. Plebicula barraguéi ingår i släktet Plebicula och familjen juvelvingar. Inga underarter finns listade i Catalogue of Life.